# HMS Newfoundland (59)
La HMS Newfoundland (pennant number 59) è stato un incrociatore leggero della classe Crown Colony, appartenente alla Royal Navy. L'unità prestò un lungo servizio con i britannici e combatté nella seconda guerra mondiale, subendo danni durante lo sbarco in Sicilia del luglio 1943. Nel 1959 fu venduto al Perù, che lo ribattezzò BAP Almirante Grau, facendone l'ammiraglia della propria marina da guerra. Nel 1973 fu nuovamente rinominato in Capitán Quiñónes, a seguito dell'acquisizione peruviana di un più moderno incrociatore olandese che rimpiazzò il vecchio vascello britannico nel ruolo di ammiraglia.

## Servizio operativo

### Costruzione
La costruzione della nave per la Royal Navy iniziò nei cantieri inglesi il 9 novembre 1939 e la nave varata il 19 dicembre 1941 e completata alla fine del 1942, entrò in servizio il 21 gennaio 1943 con il nome HMS Newfoundland, nome inglese del Dominion di Terranova, allora territorio britannico, partecipando alla seconda guerra mondiale.

### La seconda guerra mondiale
Dopo l'entrata in servizio la nave venne inquadrata inizialmente nella Home Fleet, per essere spostata nei mesi immediatamente successivi nel Mediterraneo, diventando nave insegna del 15º Squadrone incrociatori della Mediterranean Fleet. Nel corso del secondo conflitto mondiale. La nave dopo essere stata danneggiata il 23 luglio 1943 nel corso dell'azione di supporto all'invasione della Sicilia da un siluro del sommergibile italiano Ascianghi venne trasportata prima a Malta e poi nei cantieri di Boston per essere sottoposta ai lavori di riparazione.
Nel 1944 la nave rientrò in servizio, inviata in Estremo Oriente, raggiungendo la Nuova Guinea. Il 14 giugno 1945 la nave prese parte all'attacco alla base navale giapponese di Truk, nelle Isole Caroline.
Il 6 luglio la nave lasciò la base di Manus nelle isole dell'Ammiragliato per prendere parte all'attacco alleato contro le isole dell'arcipelago giapponese, prendendo il controllo, insieme ad altre unità navali del Commonwealth britannico, della base aeronavale giapponese di Yokosuka.
La nave era presente nella Baia di Tokyo al momento della resa del Giappone il 2 settembre 1945.
Al termine del conflitto ebbe il compito di rimpatriare i prigionieri di guerra del Commonwealth facendo ritorno nel Regno Unito nel dicembre 1946.

### Il dopoguerra
La nave posta inizialmente in riserva ed utilizzata come nave scuola venne riallestita nel 1951 rientrando in servizio il 5 novembre 1952 nelle Indie orientali, prestando servizio anche in Estremo Oriente.
Il 31 ottobre 1956, durante la crisi di Suez, si trovò ad ingaggiare nel Mar Rosso un combattimento con la fregata egiziana Domiat che venne affondata da un siluro del cacciatorpediniere HMS Diana, con le navi inglesi che recuperarono i 69 superstiti della nave egiziana.
Dopo essere ritornata in Estremo Oriente la nave rientrò nel Regno Unito per essere collocata in riserva a Portsmouth il 24 giugno 1959.

### BAP Almirante Grau (CL-81)
Venduta al Perù il 2 novembre 1959, la nave, ufficialmente radiata il 21 dicembre successivo, entrò a far parte della Marina peruviana il 30 dicembre, e ribattezzata Almirante Grau raggiunse la sua nuova base operativa di El Callao il 31 gennaio 1960. La Marina peruviana acquistò contemporaneamente la gemella HMS Ceylon, ribattezzata a sua volta Coronel Bolognesi e le due unità andarono a sostituire altri due incrociatori omonimi che il Perù si era fatto costruire nei cantieri navali del Regno Unito nel primo decennio del novecento.
L'unità andò a ricoprire il ruolo di Nave Ammiraglia della Flotta partecipando a numerose esercitazioni tra cui la UNITAS.
Nel 1963, in seguito alla creazione del Servicio de Aviación Naval un elicottero Bell 47G operò a bordo dell'unità.

### BAP Capitán Quiñónes (CL-83)
Nel maggio del 1973 con l'acquistò da parte del Perù dall'incrociatore olandese De Ruyter della classe De Zeven Provinciën cedette il nome Almirante Grau, la matricola ed il ruolo di Nave Ammiraglia della Flotta alla nuova unità e venne a sua volta ribattezzata Capitán Quiñones in onore dell'eroe nazionale peruviano José Quiñones.
Nel 1979 la nave venne ridotta a piattaforma galleggiante ed utilizzata come nave di addestramento statico, per essere posta successivamente in disarmo il 6 marzo 1980 e radiata il 2 maggio dello stesso anno.
Dopo la radiazione la nave venne demolita in Giappone.

## Galleria d'immagini

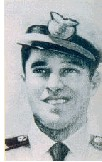
Ritratto di José Abelardo Quiñones
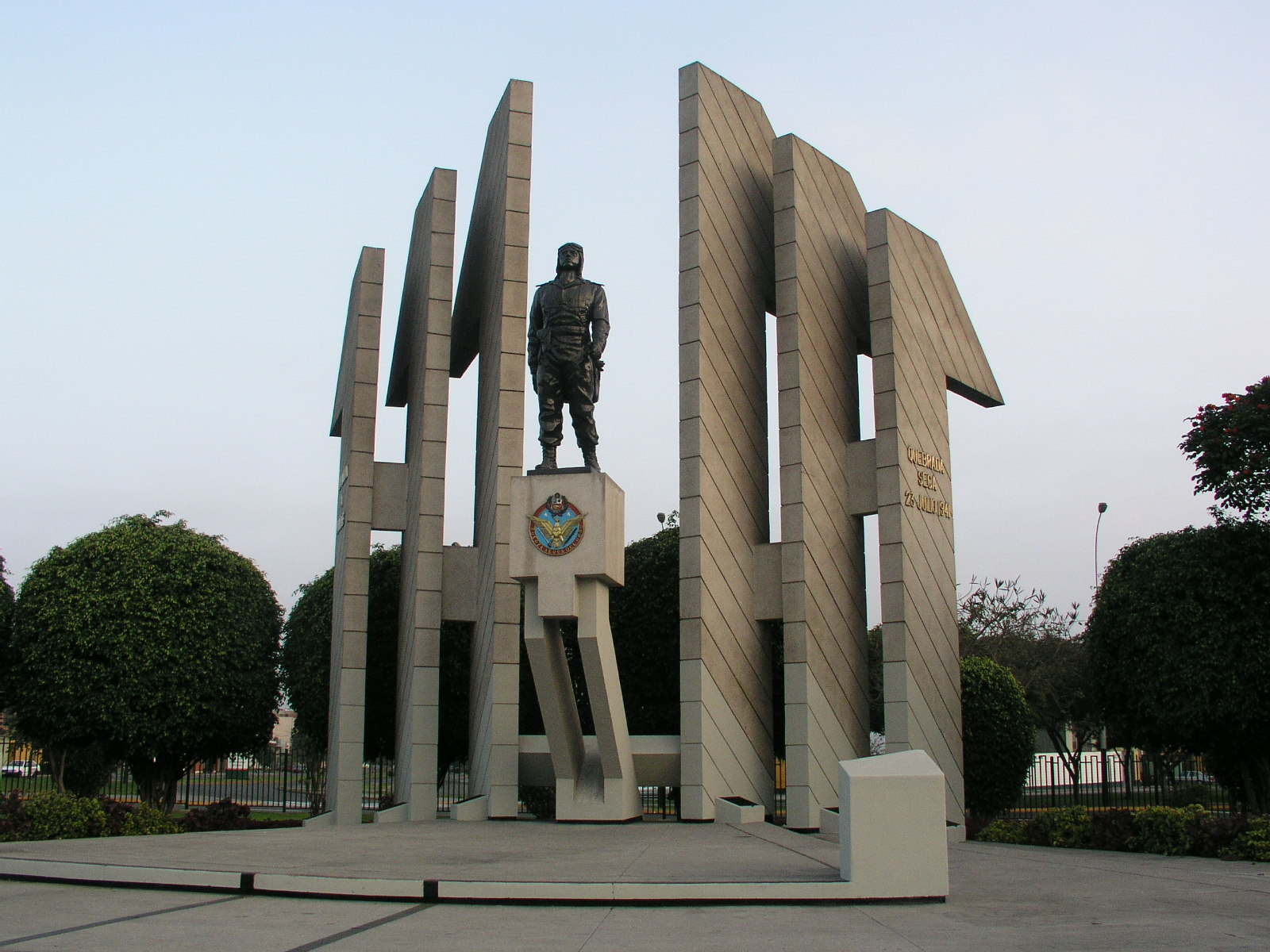
Monumento a Quiñónes
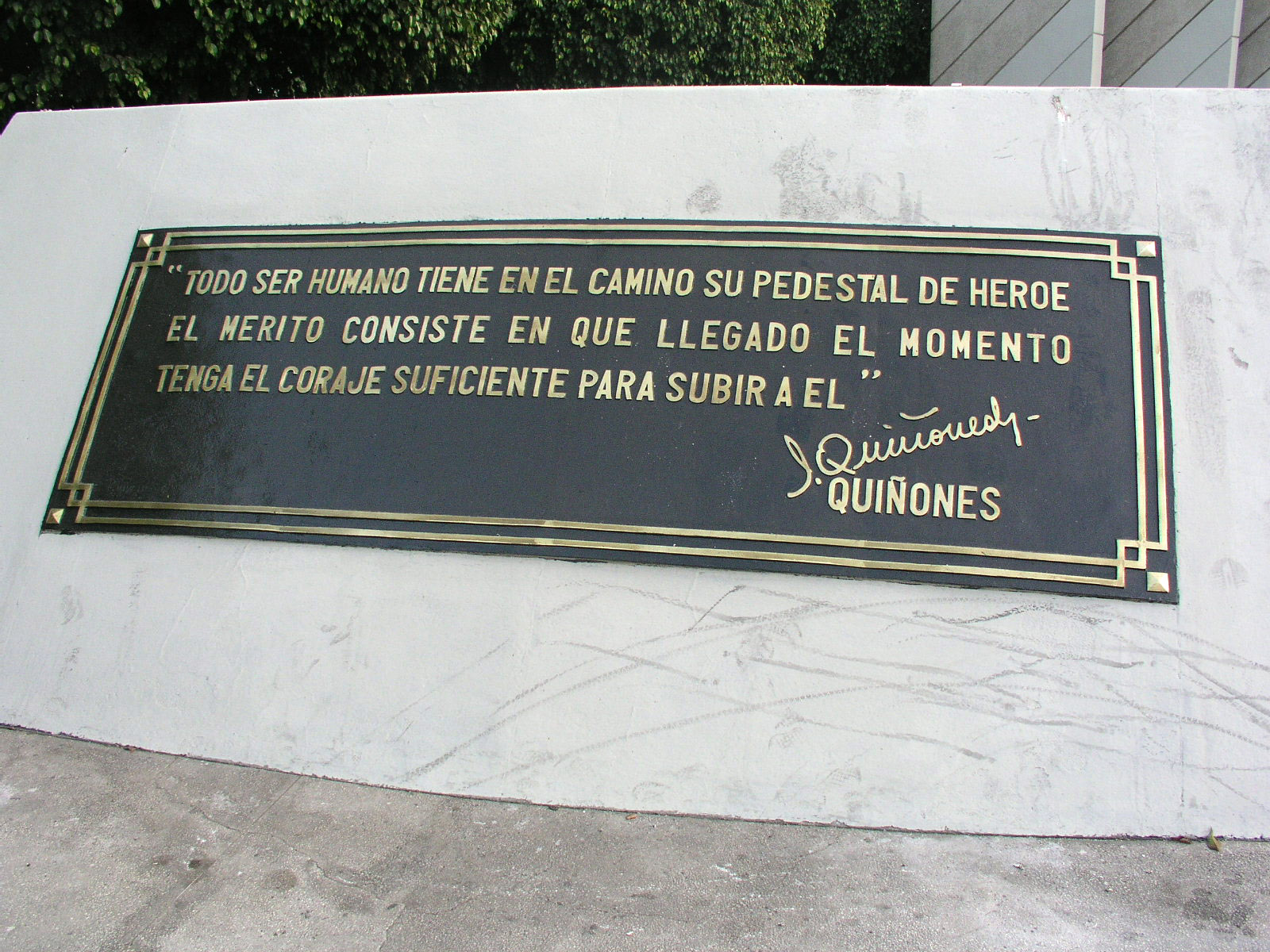
Targa in ricordo di Quiñónes